# سد پیکوتا
سد پیکوتا (به پرتغالی: Barragem de Picote) یک سد و منطقهٔ مسکونی در پرتغال است که در پرتغال واقع شده‌است.